# Чарлз Гудиър
Чарлз Гу̀диър (на английски: Charles Nelson Goodyear) е американски изобретател.
Открива през 1839 г. начина за вулканизация на каучука, който е патентован на 15 юни 1844 г. Въпреки че откритието е признато като заслуга на Гудиър, има доказателства, че мезоамериканците са използвали тази технология още през 1600 г. пр.н.е.
Гудиър открива вулканизацията случайно, след петгодишни усилия да добие стабилен каучук.
Гудиър умира на 19 юни (1 юли) 1860 г., когато заминал за Ню Йорк да види умиращата си дъщеря. При пристигането си там той получава съобщение, че тя вече е починала. Съсипан от мъка и в тежко състояние е откаран в хотел на Пето авеню, където умира на възраст 59 години. Погребан е в Ню Хейвън.
През 1898 г., почти четири десетилетия след смъртта му, е основана компания, наречена в негова чест, Goodyear Tire & Rubber Company.